# George Green
|  | No s'ha de confondre amb George Green (futbolista). |

George Green   (Nottingham, 14 de juliol de 1793 - Nottingham, 31 de maig de 1841) va ser un matemàtic britànic el treball del qual va influir notablement en el desenvolupament d'importants conceptes en física. Entre les seves obres més famoses se cita:  Una anàlisi de les aplicacions de l'anàlisi matemàtica a les teories de l'electricitat i el magnetisme  publicat a 1828. En aquest assaig es van introduir els conceptes de funcions de potencial utilitzats comunament en la formulació matemàtica de la física. També van aparèixer en aquest assaig les funcions de Green i aplicacions importants del teorema de Green.
Green va ser un científic autodidacta. Va viure la major part de la seva vida en  Sneinton , Nottinghamshire, actualment part de la ciutat de Nottingham. El seu pare, també anomenat George, era un forner que posseïa un molí de vent per preparar la farina. El jove George Green només va assistir de forma regular a l'escola durant un any entre els 8 i 9 anys ajudant al seu pare posteriorment.

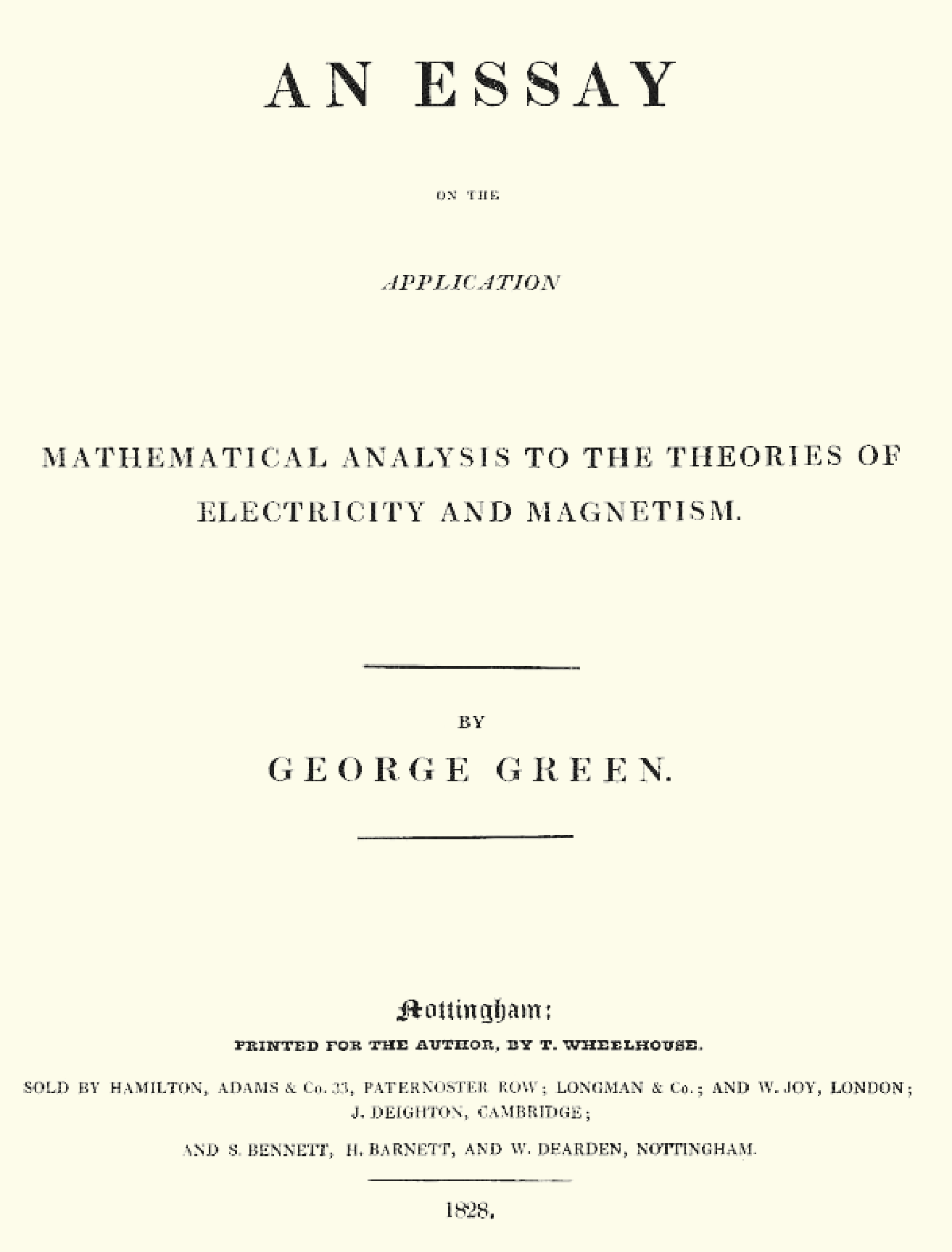
Portada d'un assaig publicat el 1828 per George Green.

En algun moment va començar els seus estudis de matemàtiques. Com que Nottingham un poble pobre en recursos intel·lectuals, no s'ha pogut dilucidar per part dels historiadors d'on obtenia Green la informació necessària per al seu desenvolupament en matemàtiques. Només es coneix una persona que, havent viscut a Nottingham durant aquesta època, tenia els suficients coneixements matemàtics: John Toplis. Quan Green va publicar el seu assaig el 1828, va ser venut només a 51 persones, per suscripciò, la majoria de les quals eren probablement amics o familiars sense cap idea de sobre matemàtiques.
El ric terratinent i matemàtic Edward Bromhead va comprar una còpia i va animar a Green a anar més lluny en el seu treball matemàtic. No obstant això, Green no va confiar en el seu mentor i no va tornar a contactar amb ell durant dos anys.
Després d'aquests dos anys, Bromhead va  realitzar les gestions pera a què Green ingressés a la Universitat de Cambridge. Green va ingressar com a estudiant a l'edat de 40 anys. La seva carrera acadèmica va ser excel·lent, i després de la seva graduació el 1837 va romandre a la facultat, al Gonville and Caius College. Va escriure en òptica, acústica i hidrodinàmica i, malgrat que els seus escrits posteriors no van tenir la rellevància del seu  Assaig , de la mateixa manera van ser molt reputats. Els treballs de Green sobre el moviment de les onades en un canal anticipa l'aproximació WKB de mecànica quàntica, mentre que la seva investigació sobre ones lumíniques i sobre les propietats de l'Èter produïen el que avui és conegut com les Mesures de deformació de rotació independent . El 1839 va ser elegit membre de la junta directiva del College, de tota manera, només va gaudir els privilegis del càrrec per un curt temps: el 1840 va caure malalt i va tornar a Nottingham, on morí un any després.

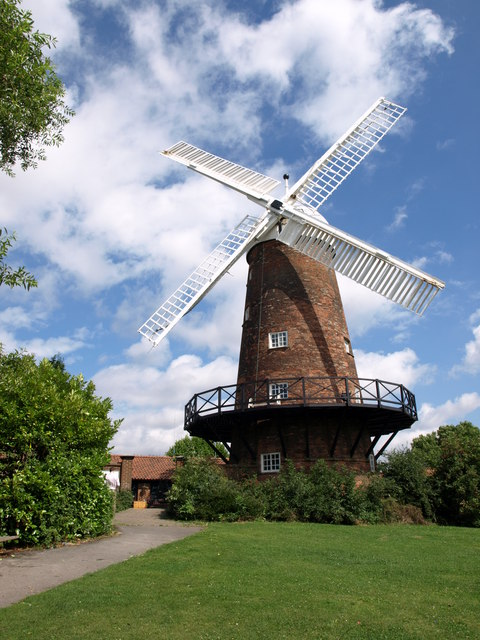
Molí de la família Green a Sneinton. Actualment és un centre d'activitats científiques.

El treball de Green va ser poc conegut en la comunitat matemàtica durant la seva vida. De fet, l'únic matemàtic contemporani que el va citar va ser l'excèntric Robert Murphy, qui va tenir una breu carrera acadèmica a causa de la seva incompetència financera.  El 1846, el seu treball va ser redescobert per un jove William Thomson (Lord Kelvin), qui el va fer popular entre els futurs matemàtics de l'època.  El 1871, el matemàtic Norman Macleod Ferrers va editar els seus articles en un volum.
En l'actualitat, a la Biblioteca George Green de la Universitat de Nottingham hi ha gran part de la col·lecció de ciències i enginyeria de la universitat. El 1986, el molí dels Green va ser restaurat. Ara funciona com a museu i centre científic.
En una visita a Nottingham el 1930, Albert Einstein va comentar que Green va estar 20 anys avançat a la seva època. El físic teòric Julian Schwinger, qui usa part de l'obra de Green en el seu treball de recerca avançada, va publicar un tribut titulat The Greening of Quantum Field Theory: George and I.